# ماتياس كوخ
ماتياس كوخ (بالألمانية: Matthias Koch)‏ (1 أبريل 1988 بفيلدكيرخ في النمسا - ) هو لاعب كرة قدم نمساوي في مركز الوسط. شارك مع منتخب النمسا تحت 19 سنة لكرة القدم ومنتخب النمسا تحت 20 سنة لكرة القدم ومنتخب النمسا تحت 21 سنة لكرة القدم. أما مع النوادي، فقد لعب مع شتورم غراتس ونادي رايندورف آلتاخ و1. Wiener Neustädter SC ‏ ونادي كلاغنفورت.

## وصلات خارجية
- ماتياس كوخ على موقع قاعدة بيانات كرة القدم.إي يو (الإنجليزية)
- ماتياس كوخ على موقع Soccerway.com (الإنجليزية)